# せっぺとべ
座標: 北緯31度35分22秒 東経130度20分49.7秒 / 北緯31.58944度 東経130.347139度
せっぺとべ（せっぺ、跳べ）とは、鹿児島県日置市日吉町日置及び、同市日吉町吉利で行われる御田植祭の一種。日置市により無形民俗文化財に指定されている。なお「せっぺとべ」は「精一杯、跳べ」と言う意味の鹿児島弁である。

## 概要
400年以上前の1595年（文禄4年）に、日置島津家の第3代島津常久が、日置八幡神社を日置の総鎮守と定めた頃に始まったとされる。日置八幡神社（市指定史跡）と、隣の吉利鬼丸神社（市指定史跡）が主体となり、毎年6月初旬に開催される。
八幡神社と鬼丸神社にて、各地区の虚無僧踊りや棒踊り・鎌踊り・笹踊りなどの「お田植え踊」が奉納される。これらの舞踊も市の無形民俗文化財である。その後、神田にてせっぺとべが始まる。
「二才衆」（成年式を終えた未婚青年の集まり）とよばれる白装束の男達（焼酎を飲んでかなり酔っている）が、田植え前の神田に入り、円陣を組んで「やれとべ、せっぺとべ 」と歌い、泥塗れになりながら飛び跳ねる所作をする。これには一年の豊作祈願のほか、田んぼの泥をこねて耕す意味と、害虫を踏んで駆除する意味があるとされる。また日置八幡神社のせっぺとべでは仮面神である巨大な「大王殿（デオドン）」が現れ、田んぼの神事を見守る。この大王殿は『三国名勝図会』によると、かつては秋の収穫祭（鹿児島県地方で「ホゼ（放生会）」と言う）の時期に現れていたが、現在ではせっぺとべに登場するようになったという。
新型コロナウイルス感染防止の措置により、2020年（令和2年）に続き2021年（令和3年）のせっぺとべは中止となった。